# 在日本韓国人連合会中央会
在日本韓国人連合会中央会（ざいにっぽんかんこくじんれんごうかいちゅうおうかい、朝: 재일본한국인연합회중앙회、在日本韓國人聯合會中央會）（略称・韓人会中央会、한인회 중앙회）はニューカマーの在日韓国人による全国組織で民団に次ぐ韓国人親睦団体。
本部事務所は東京都新宿区四谷。

## 歴史
- 2017年５月23日東京、神奈川、中部、九州の4つの韓人会が統合し、新たに初代会長には在日本韓国人連合会の具哲会長が就任[1]
- 2018年6月関西韓人会が統合
- 2019年9月15日在日本韓国人中四国（広島）連合会創立
- 2020年10月10日在日本韓国人千葉韓人会創立
- 2020年11月17日団体名変更 在日本韓国人総連合会から「在日本韓国人連合会中央会」に変更
- 初代中央会会長に 具哲（グ・チョル、구철）就任
- 北海道をはじめ兵庫、四国、東北地方で順次韓人会が発足予定

## 会の目的と方針
- 会員相互親睦と情報共有
- 地域社会の発展と融和
- 民族教育の活性化

## 現在の組織・役員
- 会長：具哲（グ・チョル、구철）